# KV37
Ngôi mộ KV37 là một ngôi mộ Ai Cập cổ nằm trong Thung lũng của các vị Vua ở Ai Cập. Mảnh xương chỉ ra rằng ngôi mộ đã được sử dụng cho việc chôn cất. Tuy nhiên, nó đã bị hư hỏng nặng, và người cư ngụ ban đầu của nó là không rõ.

## Tham khảo

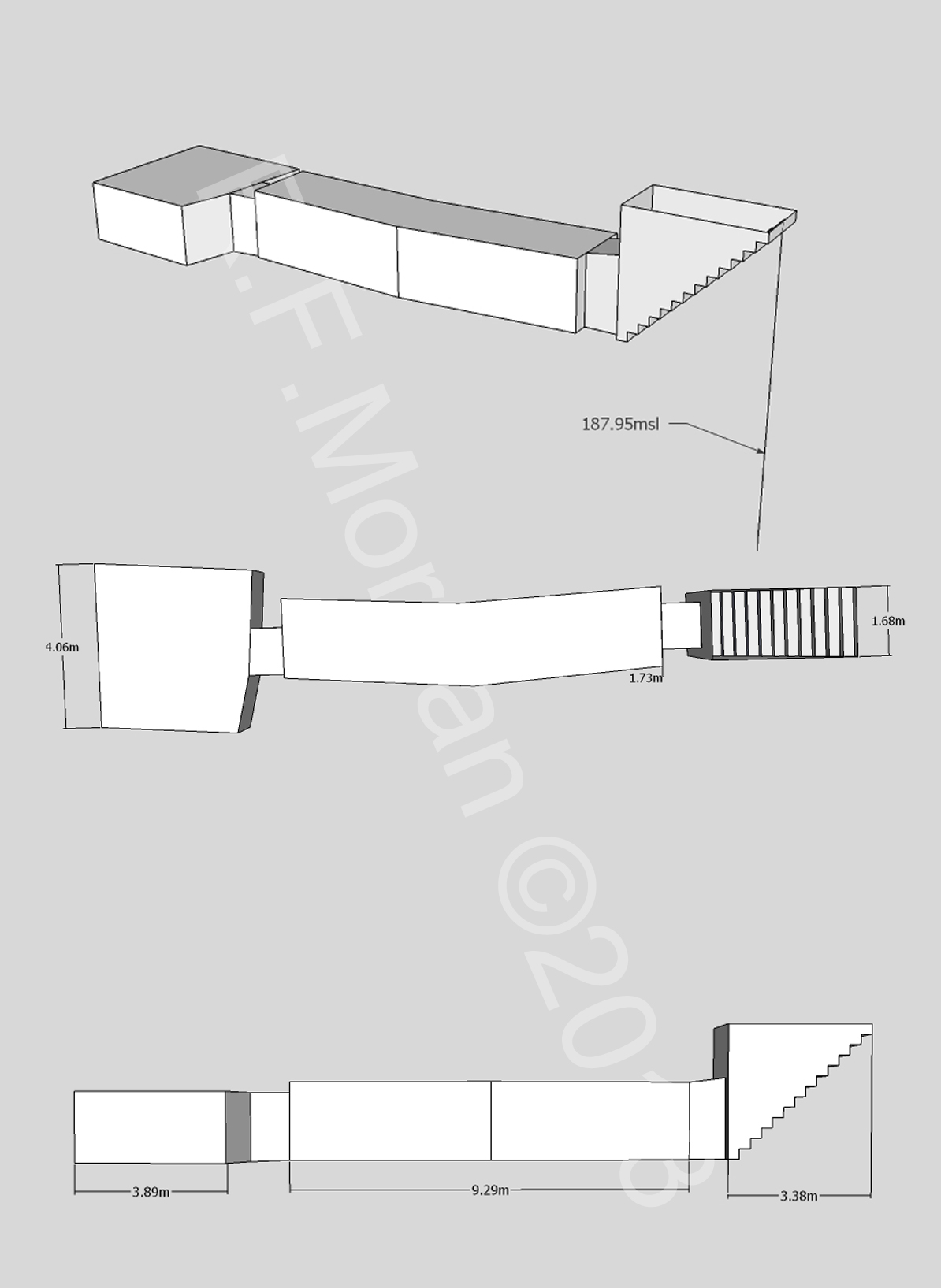
Hình ảnh của KV37 lấy từ một mô hình 3d